# Vârtoape
Vârtoape is een Roemeense gemeente in het district Teleorman.
Vârtoape telt 3059 inwoners.